# Aeropuerto de Andahuaylas
El Aeropuerto de Andahuaylas (IATA:ANS, OACI: SPHY) es un aeropuerto que sirve a la ciudad peruana de Andahuaylas. Es el único terminal aéreo del departamento de Apurímac.

## Historia
El aeropuerto de Andahuaylas forma parte del segundo grupo de aeropuertos concesionados en el Perú a cargo de Aeropuertos Andinos del Perú. Actualmente está a cargo de Corpac para luego ser transferido en el diseño, construcción, mejoramiento, mantenimiento y explotación del aeropuerto.
A la fecha, no tiene vuelos comerciales desde marzo de 2020. Durante las manifestaciones antigubernamentales de diciembre de 2022, el aeropuerto fue vandalizado y sufrió serios daños en su infraestructura y equipos de aeronavegación, lo que trajo como consecuencia su inoperatividad para todo tipo de vuelos.
Luego de trabajos de resane, el 5 de diciembre de 2023, el aeropuerto fue finalmente habilitado para vuelos humanitarios, militares y de emergencia. En la ceremonia de reapertura, el ministro de Transportes y Comunicaciones, Raúl Pérez Reyes, señaló que los vuelos comerciales se concretarán desde abril de 2024.
Desde agosto de 2024, se ha logrado gestionar una colaboración estratégica con LATAM Airlines para implementar vuelos regulares cada dos días desde el aeropuerto de Andahuaylas. Esta iniciativa marca un importante paso hacia la reactivación del transporte aéreo en la zona, ofreciendo mayor conectividad y facilitando el acceso a servicios comerciales y turísticos. Se espera que la inauguración de estos vuelos se realice en breve, lo que representa un avance significativo para la comunidad local y regional.

## Operaciones y características
El aeropuerto posee una pista de 2500 metros de largo por 45 metros de ancho con un PCN de 28, asimismo cuenta con 2 plataformas de material de concreto y asfalto, además de contar con la capacidad para recibir aviones tipo Boeing 737–300 como máximo permitido, proporcionando instalaciones adecuadas para albergar estas aeronaves durante su estancia. Además de su capacidad para hasta 350 pasajeros, el aeropuerto está equipado con sistemas de medición meteorológica, así como radioayudas como VOR, NDB y DME.

## Aerolíneas y destinos

### Aerolíneas
Desde noviembre de 2018 no hay ninguna aerolínea que realice vuelos comerciales regulares. LC Perú fue la última en operar. Star Perú anunció a finales de 2019 que retomaría esta ruta. Durante el 2020 también hizo anuncios en varias oportunidades, sin embargo, no llegó a concretarse. ATSA Airlines llegó a iniciar operaciones en marzo de 2020 con sus Beechcraft 1900D y con intenciones de ir ampliando la capacidad y las frecuencias. Lamentablemente estas se vieron detenidas por la llegada de la pandemia del nuevo coronavirus y la implementación de la cuarentena obligatoria a nivel nacional. Tras el levantamiento de las restricciones, ATSA no retomó esta ruta. 
| Aerolíneas | Ciudades | Aeronave | Alianza |
| ---------- | -------- | -------- | ------- |

### Destinos nacionales
| Ciudades por regiones         | Nombre del aeropuerto                 | Aerolíneas | Frecuencias por semana                       | Aeronave |
| ----------------------------- | ------------------------------------- | ---------- | -------------------------------------------- | -------- |
| Lima (1 destino, 1 aerolínea) |                                       |            |                                              |          |
| Lima                          | Aeropuerto Internacional Jorge Chávez | LATAM Perú | 2 (Comienza en el último trimestre del 2025) |          |

## Accidentes e incidentes
- El 13 de noviembre de 2010, un Swearingen Metro III de LC Perú sufrió una excursión de pista al intentar aterrizar en el aeropuerto de Andahuaylas.[5] No hubo víctimas fatales.
- En mayo del 1995, un Antonov an 26 sufrió excursión de la pista por una llanta qué reventó al momento del aterrizaje.  Sin víctimas fatales.
- En 1981, un avión búfalo de la Fuerza Aérea del Perú se parte al aterrizar. Sin víctimas fatales.